# Markuszewo
Markuszewo (niem.Markushöfen) – osada leśna śródleśna w Polsce położona w województwie warmińsko-mazurskim, w powiecie ostródzkim, w gminie Łukta. W latach 1975–1998 miejscowość należała administracyjnie do województwa olsztyńskiego.
Wchodzi w skład sołectwa Tabórz. Położona jest nad jeziorem Tabórz. Znajduje się tu pole biwakowe.
Osada powstała jako wybudowanie wsi Tabórz, na północ od wsi, nad północnym brzegiem Jeziora Taborskiego.